# 埃图旺
埃图旺（法語：Étouvans，法語發音：[etuvɑ̃]）是法国杜省的一个市镇，位于该省东北部，属于蒙贝利亚尔区。

## 地理
埃图旺（47°27'51"N, 6°43'11"E）面积6.56 平方千米，位于法国勃艮第-弗朗什-孔泰大區杜省，该省份为法国东部内陆省份，北起上索恩省，西接汝拉省，东部及东南部与瑞士接壤，东北部与贝尔福地区省接壤。
与埃图旺接壤的市镇（或旧市镇、城区）包括：巴旺、埃科、卢格尔、科隆比耶方丹、杜河畔当皮埃尔、维拉尔苏塞科。

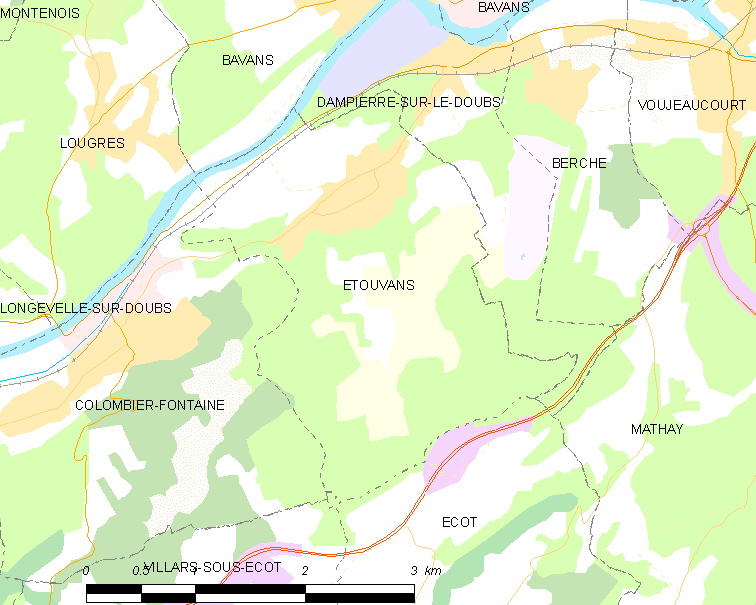
埃图旺的OSM定位图

埃图旺的时区为UTC+01:00、UTC+02:00（夏令时）。

## 行政
埃图旺的邮政编码为25260，INSEE市镇编码为25224。

## 政治
埃图旺所属的省级选区为巴旺县。

## 人口

1962-2008年间埃图旺人口变化图示

埃图旺于2022年1月1日时的人口数量为824人。